# 大和市文化創造拠点
大和市文化創造拠点（やまとしぶんかそうぞうきょてん）は、神奈川県大和市にある複合施設である。ホール・図書館・生涯学習センター・屋内広場が併設されている。愛称はシリウス。

## 概要

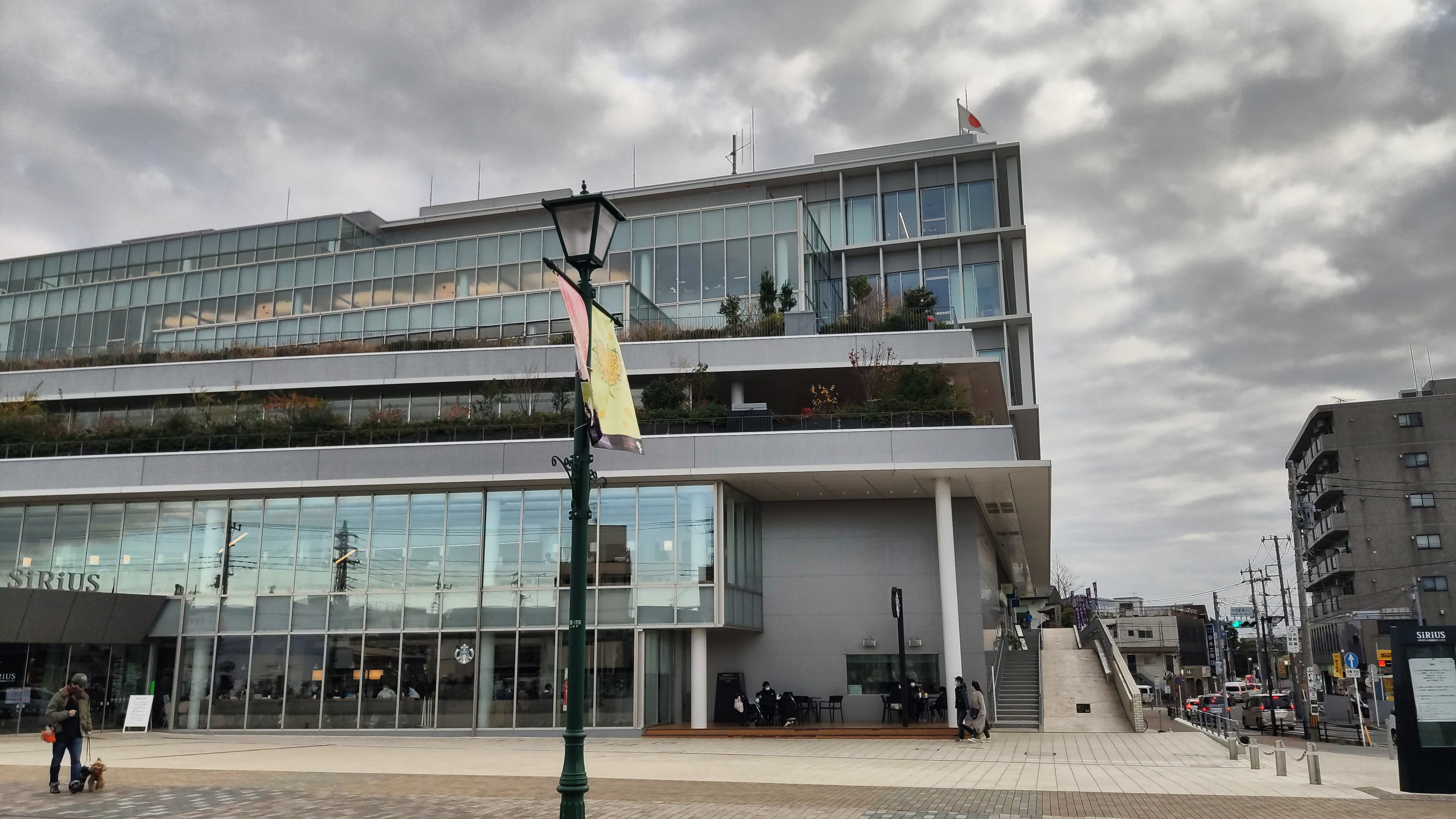
大和天満宮へと至る通路 (参道)。

大和駅から東方に伸びるプロムナード（歩行者用道路・遊歩道）を直進した先の南側にある。その大和駅との間をつなぐプロムナードは、相模鉄道大和駅と相鉄本線の地下化により、出来上がったものである。
建物自体の名称は「YAMATO文化森（やまとぶんかもり）」であり、その中の東側ホール棟4階-7階や、1階外郭部分などを除く建物の大部分に、大和市の複合施設「大和市文化創造拠点（シリウス）」が入居しているという格好になる。
1階外郭には、
- ローソン大和南一丁目店
- 南大和郵便局

などが入居しており、西脇の通路（参道）を上がった南西部分の2階外郭/屋外には、
- È PRONTO(エプロント) YAMATO文化森店（カフェ）
- 大和天満宮（神社）

が所在している。

## 構成

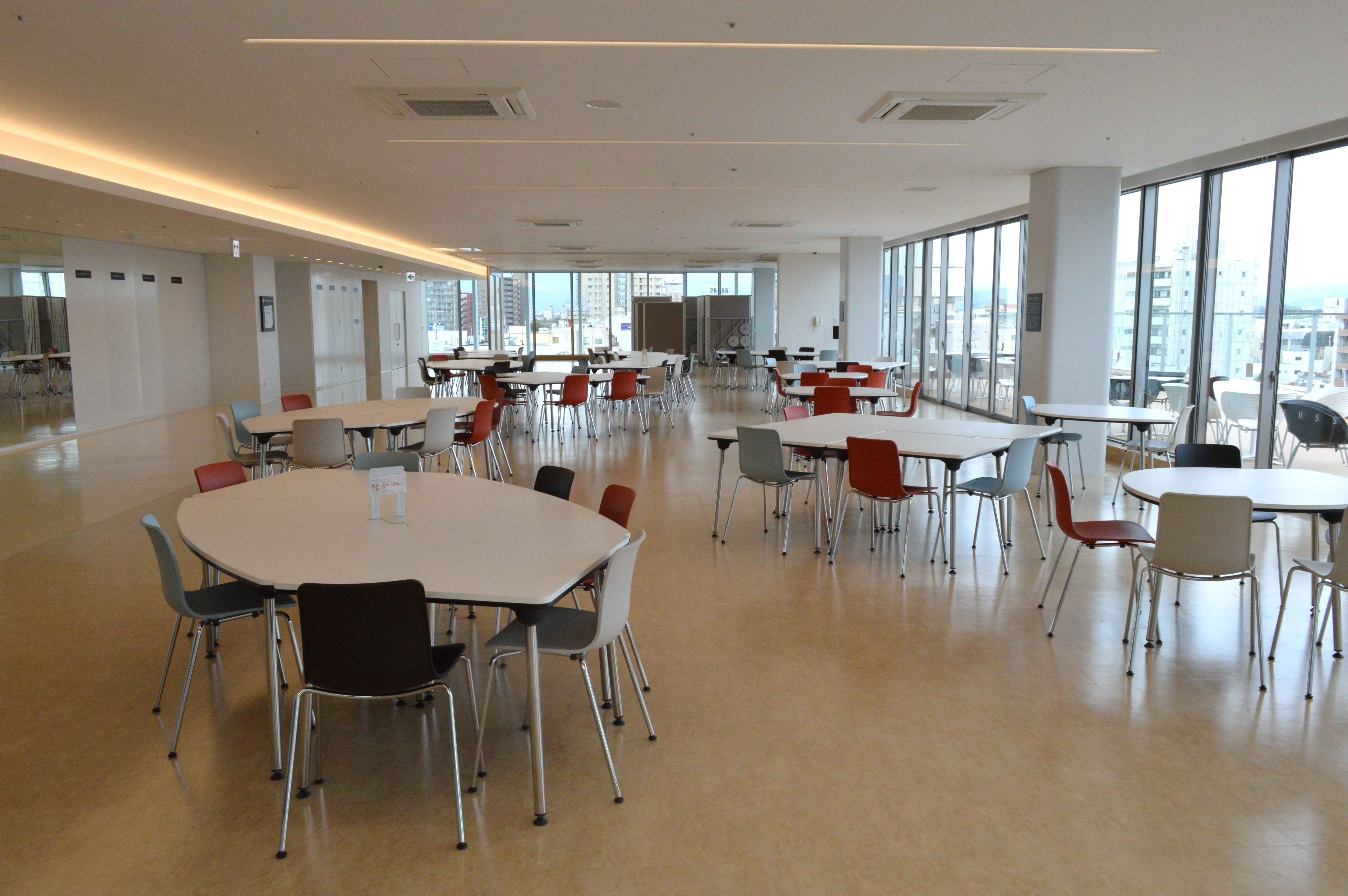
6階・市民交流スペースぷらっと大和

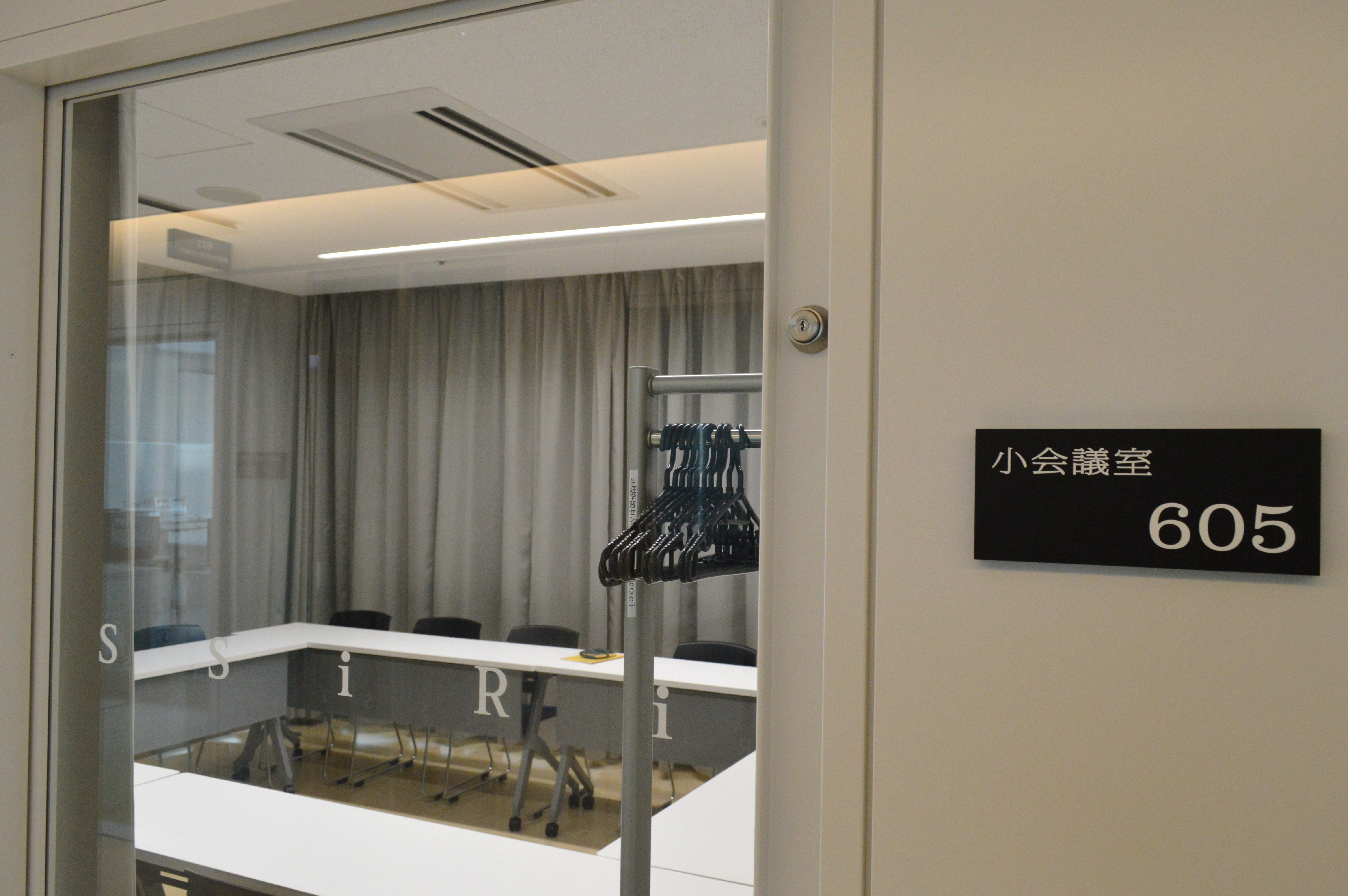
6階・小会議室

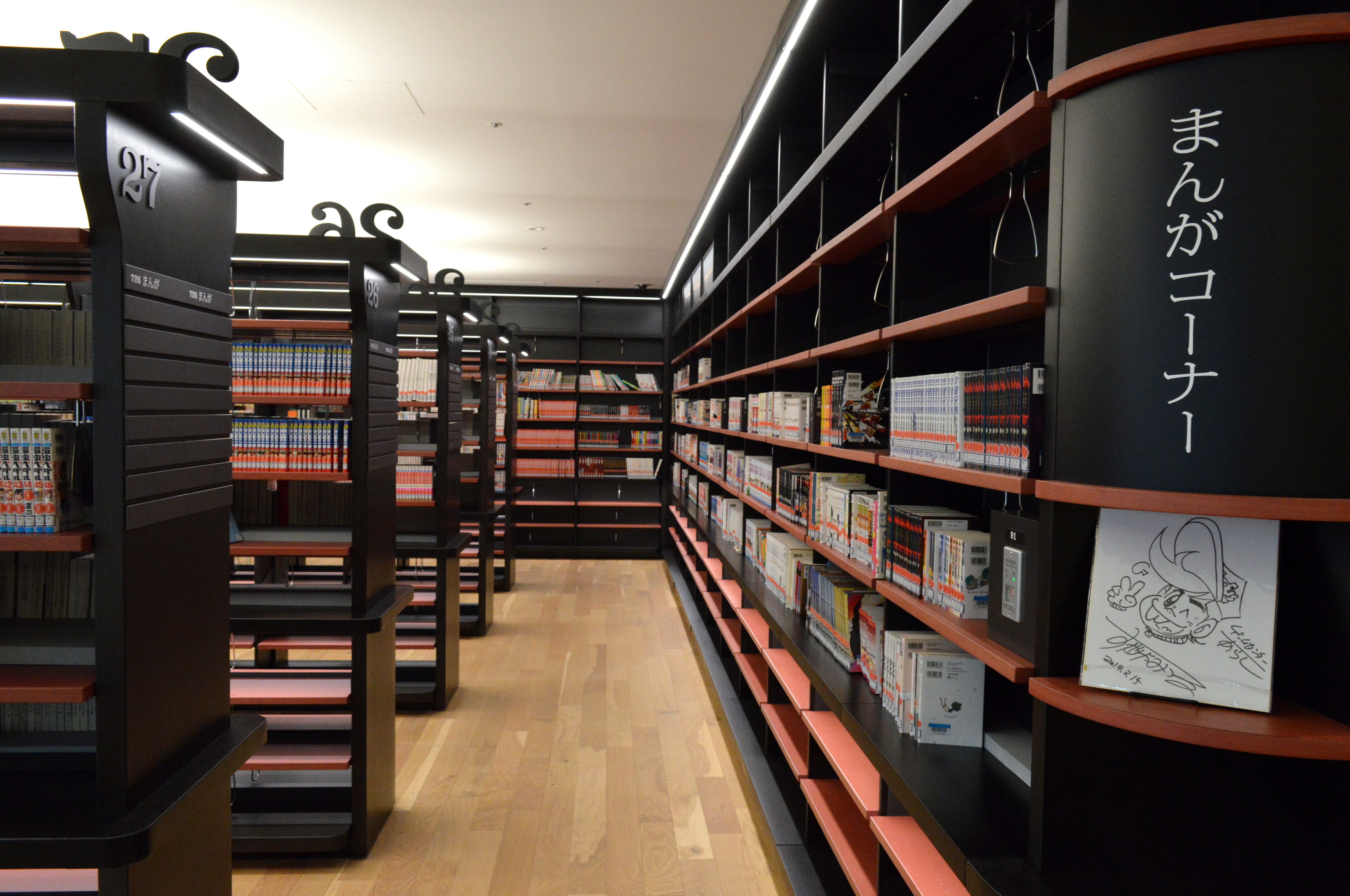
4階・まんがコーナー

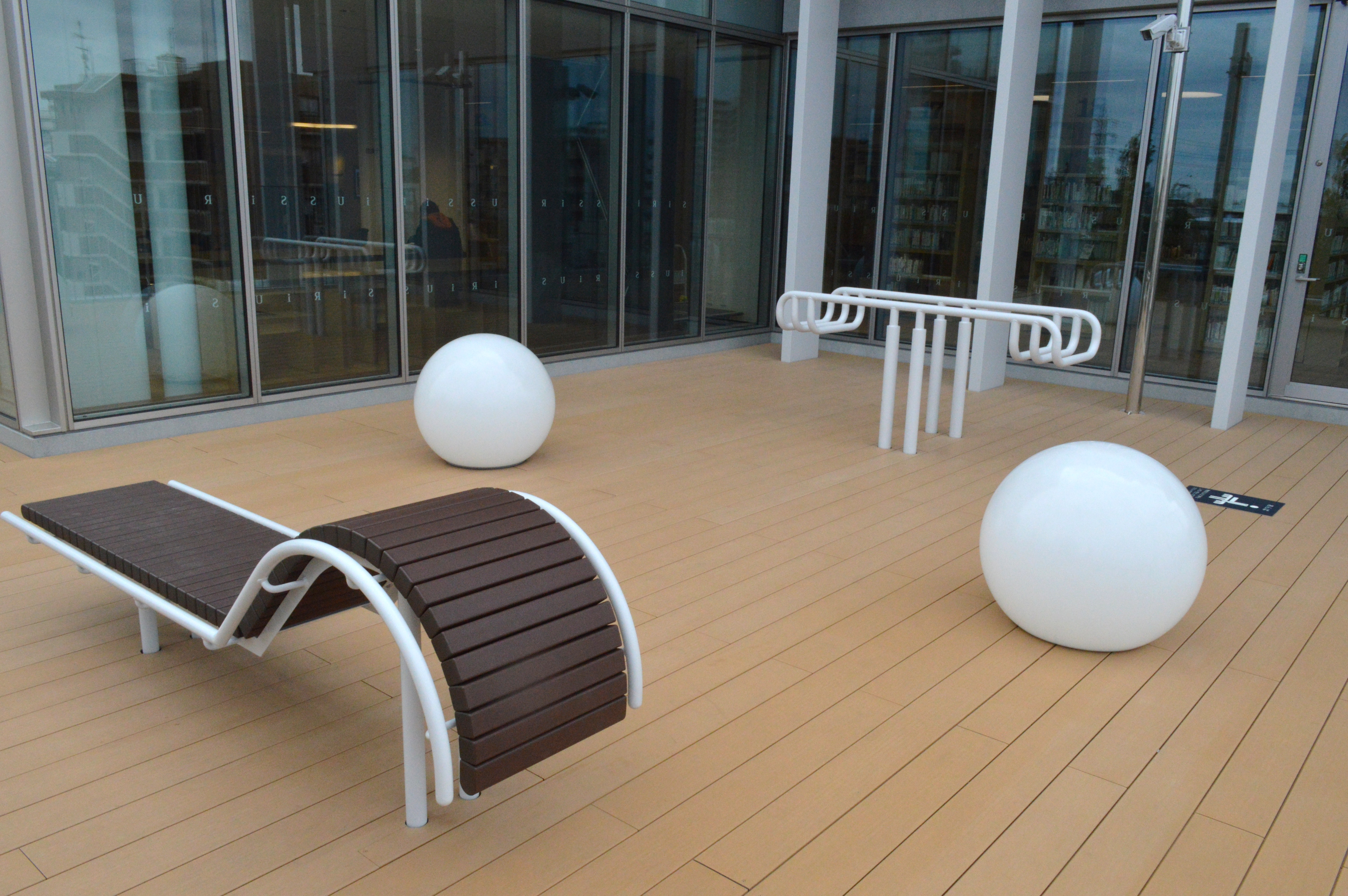
4階・読書テラス

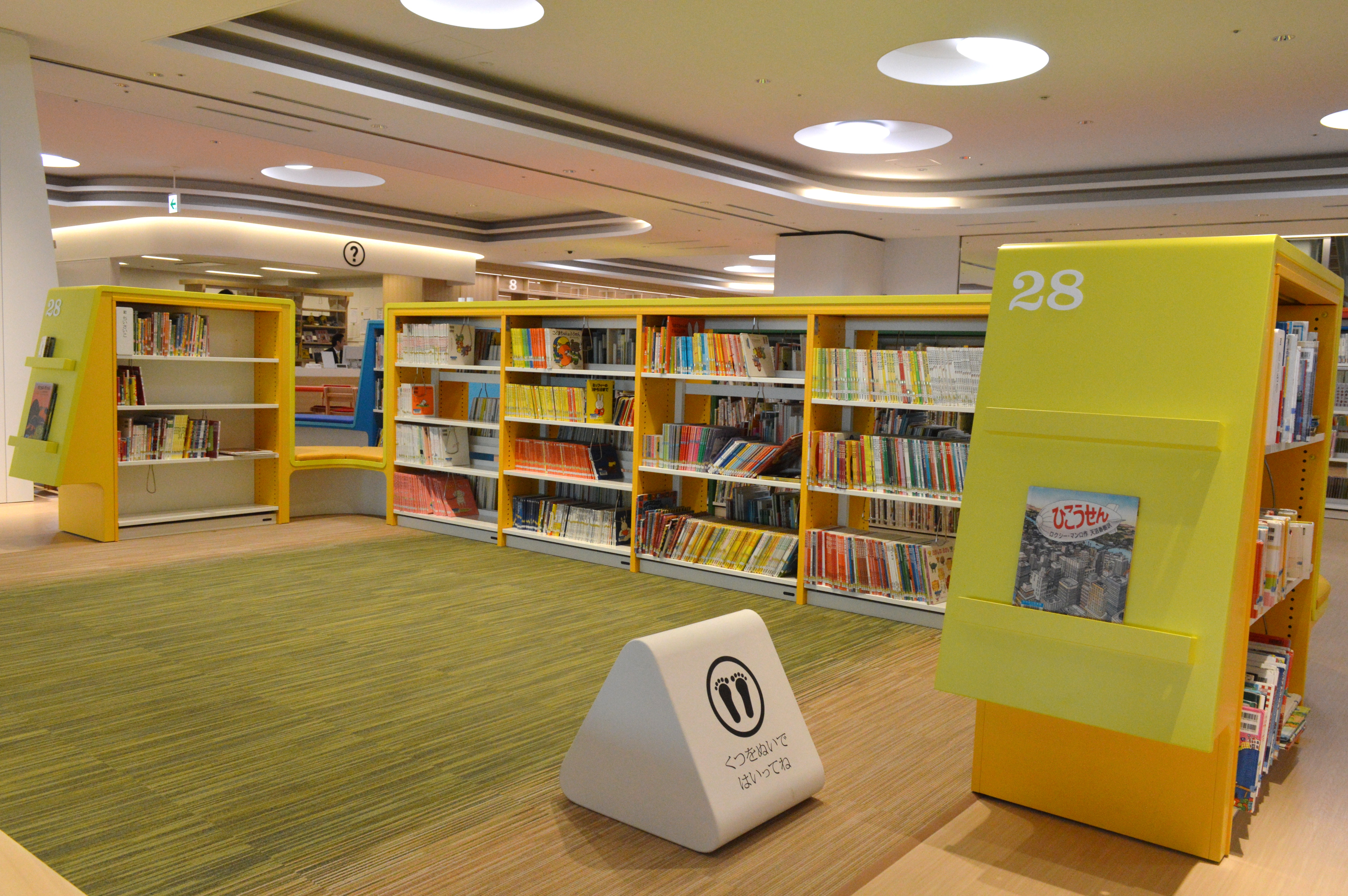
3階・こども図書室

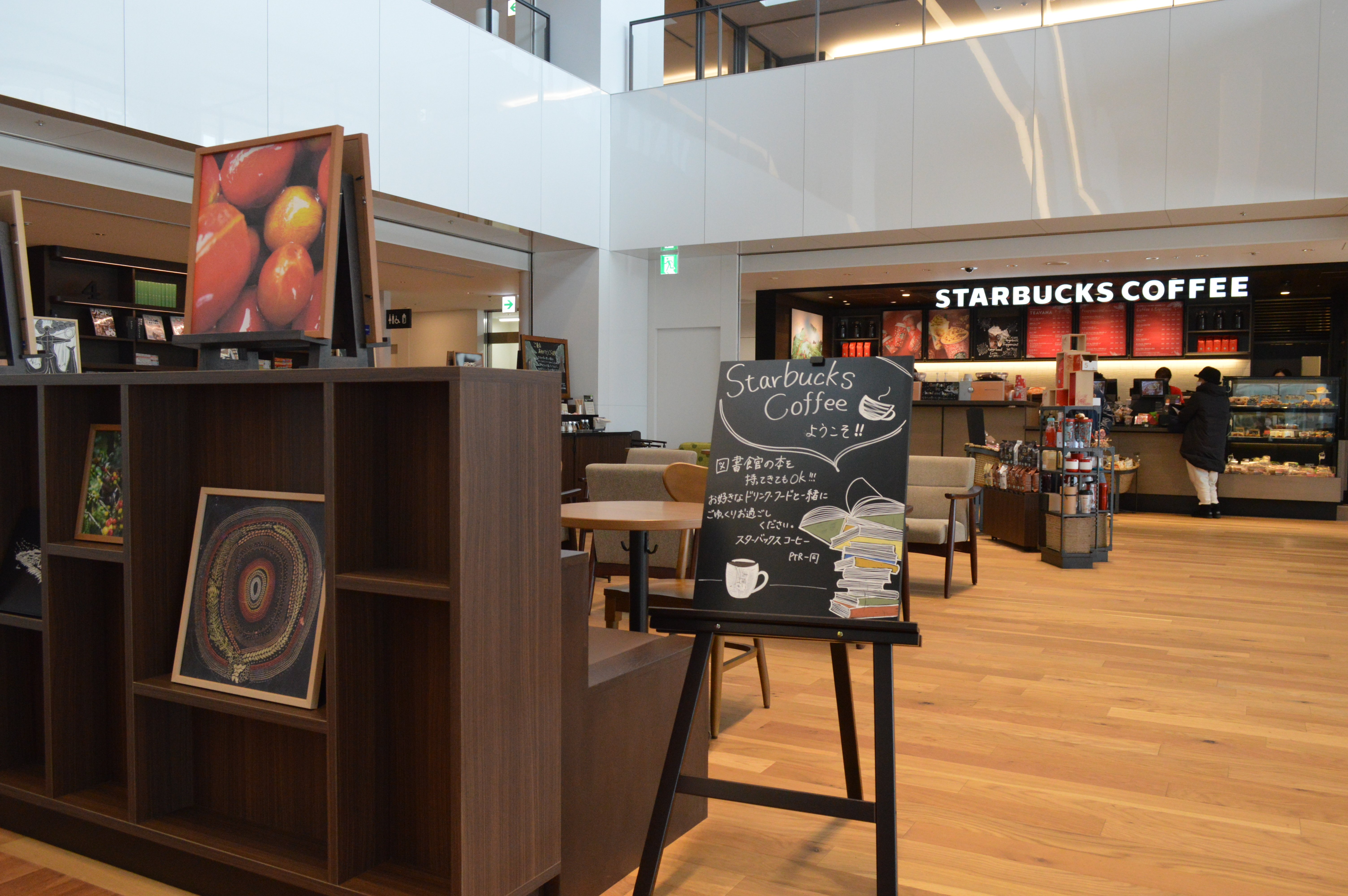
1階・スターバックス

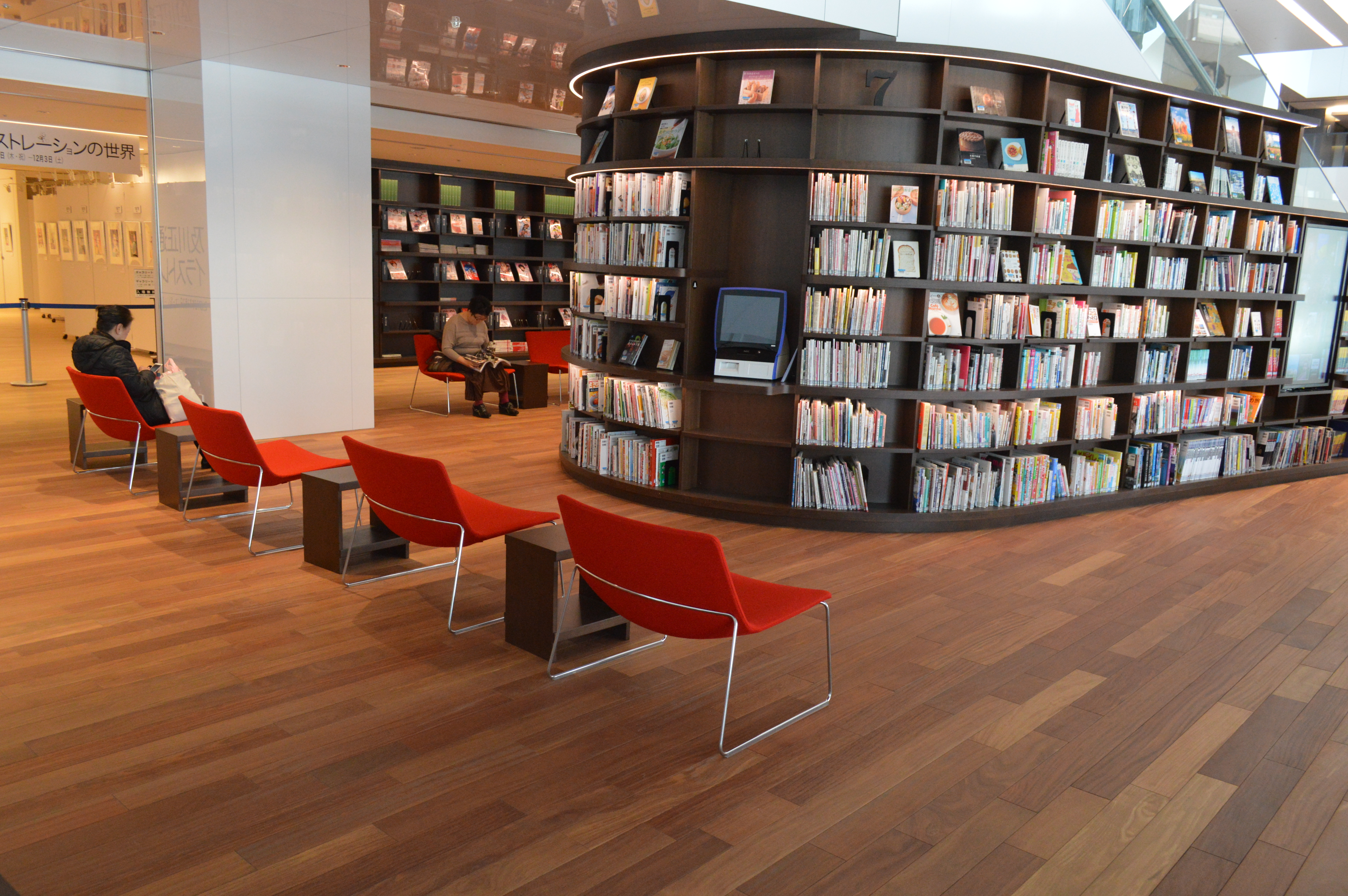
1階・新刊開架コーナー

2つあるホールは「やまと芸術文化ホール」と呼ばれ、大ホールは「メインホール」、小ホールは「サブホール」と呼ばれる。
- 6階 - 生涯学習センター（9:00-21:30）
  - 市民交流スペース ぷらっと大和
  - 講習室（145名）
  - 調理実習室･会議室（37名）
  - 文化創造室・会議室（37名）
  - 会議室
    - 大会議室（55名）
    - 中会議室（25名）
    - 小会議室（16-18名）x5

  - 和室
  - 印刷室
  - 大和市役所 図書・学び交流課
- 5階 - 学習フロア（9:00-21:00（日・祝-20:00））
  - レファレンスカウンター
  - 地域資料コーナー
  - 読書室
- 4階 - くつろぎフロア（9:00-21:00（日・祝-20:00））
  - 健康コーナー・健康テラス
  - 健康度見える化コーナー
  - 読書テラス
  - まんが・新聞・雑誌コーナー
  - ティーンズコーナー
  - シアターブース
- 3階 - こどもフロア（9:00-19:00（音楽スタジオのみ-21:30））
  - げんきっこ広場
  - ちびっこ広場
  - こども図書館
  - 保育室・相談室
  - 赤ちゃんの駅（授乳室・オムツ替室）
  - 音楽スタジオ（大・中・小）
  - マルチスペース
  - 多目的室
- 2階 - 市民交流フロア（9:00-21:00（日・祝-20:00））
  - 市民交流ラウンジ
  - 図書館（政治、法律、経済、教育など）
  - メインホール（1007席（1階795席、2階212席））
  - コインロッカー（全110個・1回100円）
  - 大和市役所大和連絡所
  - 大和市イベント観光協会
- 1階 - 感性/創造フロア（9:00-22:00）
  - 総合案内
  - 図書館（新刊本、暮らし本、雑誌）
  - 授乳室
  - メインホール（1007席（1階795席、2階212席））
  - サブホール（272席）
  - ギャラリー
  - カフェ : スターバックスYAMATO文化森店
  - FMやまと（コミュニティFM）放送スタジオ

## 最寄り駅
- 相模鉄道・小田急電鉄大和駅